# 나라자키 히로시
나라자키 히로시(일본어: 奈良﨑 寛, 1981년 6월 1일 ~ )는 일본의 전 축구 선수이다.

## 구단 경력
과거 사간 도스에서 활동하였다.